# Phyllopsora confusa
Phyllopsora confusa är en lavart som beskrevs av Swinscow & Krog. Phyllopsora confusa ingår i släktet Phyllopsora och familjen Ramalinaceae.   Inga underarter finns listade i Catalogue of Life.